# Zauckeroder Kunstschacht

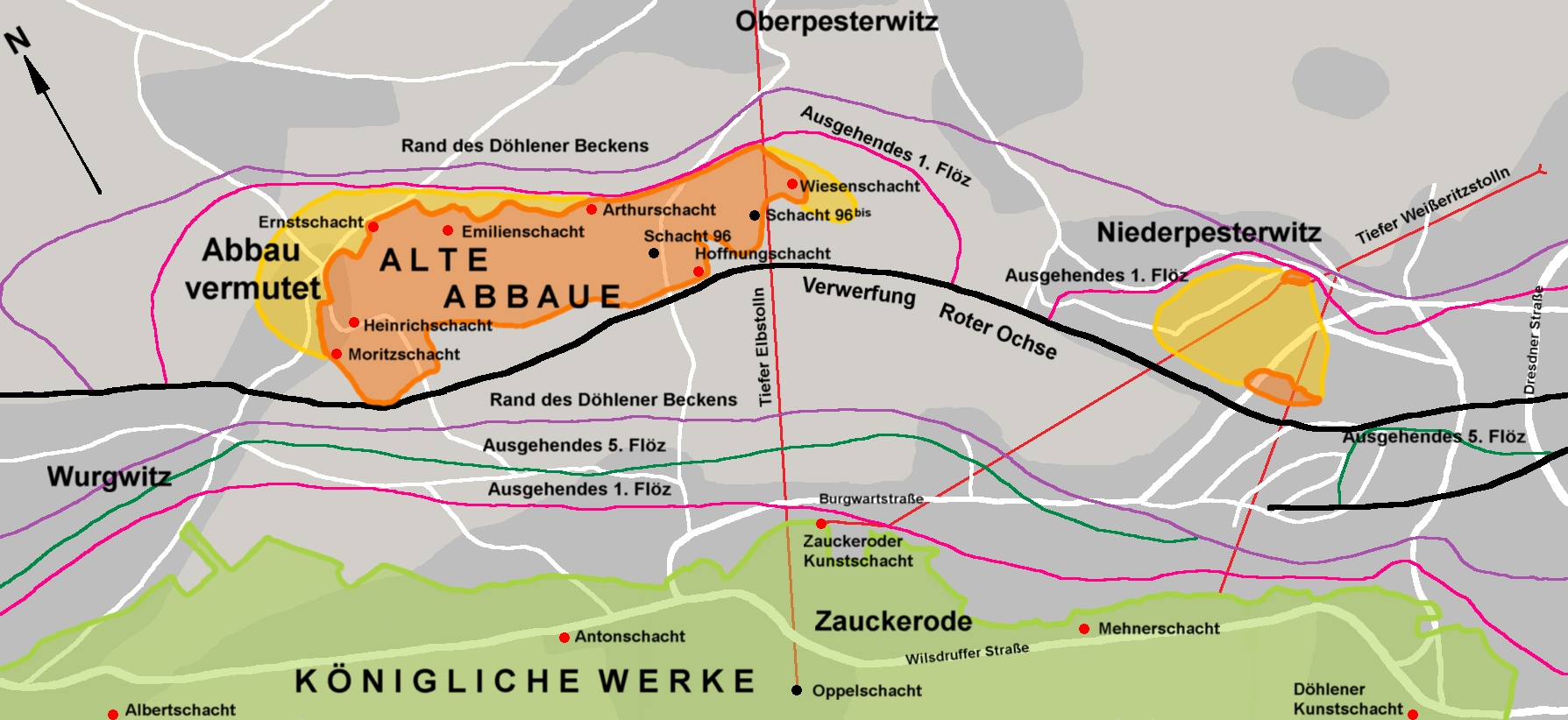
Lage vom Zauckeroder Kunstschacht

Der Zauckeroder Kunstschacht war ein Wasserhaltungsschacht im Steinkohlenrevier des Döhlener Beckens auf dem Gebiet der Stadt Freital in Sachsen. Er diente der Entwässerung des Grubenfeldes links der Weißeritz, das zum Königlichen Steinkohlenwerk Zauckerode gehörte.

## Geschichte
Nachdem Alexander Christoph von Schönberg am 25. Juli 1773 von Johann Christian Burkhardt den rund 1300 Meter langen Burkhardstolln und Kohlenbaurechte 42 Meter links und rechts des Stollns in den Fluren von Potschappel und Zauckerode gekauft hatte, teufte er zwischen dem 11. und 12. Lichtloch einen tonnlägigen Kunstschacht. Der bei 185 m ü. NN angeschlagene Schacht erreichte eine saigere Teufe von etwa 48 Metern. Anschluss hatte er an die erste Gezeugstrecke bei 138 m ü. NN. Es war der einzige tonnlägige Schacht des Döhlener Beckens. Das Kunstgezeug wurde von einem oberschlächtigen Kunstrad mit einem Durchmesser von 18 Ellen (10,20 Meter) angetrieben und hob die Wässer bis auf den Burkhardtstolln. Das Aufschlagwasser wurde vom Zauckeroder Kunstteich über einen Kunstgraben herangeführt. Durch den geringen Wasservorrat des Kunstteiches konnte das Kunstgezeug nicht durchgängig betrieben werden. Auch bei Regenwetter war es außer Betrieb, da der teilweise verbrochene und verschlammte Burkhardtstolln die gehobenen Wässer nicht abführen konnte. Das führte dazu, dass das Kunstrad im Schnitt ein Drittel des Jahres nicht in Betrieb war. Oft mussten Pumpenknechte mit Handpumpen oder durch ziehen mit Kübeln die Wässer der Grube heben. Durch den stark schwankenden Wasserstand kam es häufig zu Brüchen von Strecken und Abbauen. Der Schacht wurde offensichtlich auch zur Mannschaftsfahrung genutzt, denn er wird in der Literatur auch als Tagesstrecke bezeichnet. Eine Kohleförderung über den Schacht ist nicht bekannt. Nach dem Tod seines Vaters im Jahr 1801 übernahm August Friedrich Christoph von Schönberg die Gruben. Am 26. Dezember 1804 bot er die Grubenfelder und die Rittergüter Döhlen und Zauckerode Kurfürst Friedrich August III. zum Kauf an, der sie zum 1. Januar 1806 für die Summe von 425.000 Talern ankaufte.
Am 7. April 1808 kam es wegen eines Wiederitzhochwassers zur Überflutung der Grubenbaue. Neben dem Bruch des Zauckeroder Kunstteiches, der zum Absaufen der Zauckeroder Baue führte, stürzte das Wasser der Wiederitz in die 1807 aufgetretenen und nur schlecht verfüllten Tagesbrüche der Potschappler Steinkohlenwerke. Diese lagen unmittelbar am Bachbett im Rabicht. In der Folge wurden die Döhlener Baue der Zauckeroder Werke und die Baue der Steinkohlenwerke Potschappel geflutet. Neun Bergleute kamen bei diesem Wassereinbruch ums Leben. Aufgrund des schlechten Zustandes des Kunstgezeuges war ein Sümpfen der Grubenbaue nicht möglich. Als Ausweich wurden kleine Schächte geteuft, um noch über dem Wasserspiegel anstehenden Restpfeiler abzubauen. Um die Grubenbaue bis auf tiefere Sohlen wasserfrei halten zu können, begann man Anfang Juni 1809 mit dem Abteufen des Neuen Zauckeroder Kunstschachtes.
Am 22. Mai 1811 erfolgte in der Sohle des Tiefen Weißeritzstollns der Durchschlag zwischen dem Döhlener und Zauckeroder Revier. Damit wurde auch das Zauckeroder Revier durch den Tiefen Weißeritzstolln entwässert. Die im Gegenort aufgefahrene Strecke zwischen dem Kunstschacht und dem Schönbergschacht beträgt 1.239 m.